# Joel Obando
Joel Isaac Obando Martínez (ur. 20 listopada 2000) – nikaraguański piłkarz występujący na pozycji prawego obrońcy, reprezentant Nikaragui, od 2021 roku zawodnik Realu Estelí.